# Onchanh Thammavong
Onchanh Thammavong là một chính khách người Lào. Vào năm 2010, bà là Bộ trưởng của Bộ Lao động Xã hội-Phúc lợi Lào.